# (274213) Satriani
(274213) Satriani est un astéroïde de la ceinture principale.

## Description
(274213) Satriani est un astéroïde de la ceinture principale. Il fut découvert par Jean-Claude Merlin le 5 mai 2008 à Nogales. Il présente une orbite caractérisée par un demi-grand axe de 2,137 UA, une excentricité de 0,0486 et une inclinaison de 1,149° par rapport à l'écliptique.
L'astéroïde est nommé en l'honneur du guitariste américain Joe Satriani.

## Compléments